# Guillem III d'Aquitània
Guillem I de Poitiers i III d'Aquitània, de malnom Cap d'Estopa (~ 910 - 3 d'abril de 963, Saint-Maixent) fou comte de Poitiers (934 -963) i duc d'Aquitània. Va rebre la investidura del rei Raül I de França; el sogre d'aquest, Hug el Gran, el va fer casar amb Adela de Normandia. Va tenir com a conseller principal a son germà Ebles, bisbe de Llemotges. Va crear una biblioteca ducal al seu palau de Poitiers.

## Família
Fill d'Ebles Manzer i d'Adela de Wessex es va casar amb Adela de Normandia (filla del duc Rol·ló) de la que va tenir dos fills: Guillem Bras de Ferro (el successor com Guillem II de Poitiers i Guillem IV d'Aquitània) (935 - 993) i Adelaida d'Aquitània (952-1004), casada amb Hug Capet, futur rei de França.

## Biografia
A l'inici del seu regnat va crear dos vescomtats: un a vescomtat de Châtellerault (entre Poitiers i Tours) i un altre a Brosse (a tocar amb el Berry); tenien l'objectiu de protegir el comtat al nord i a l'est. El 936, com a preu per la seva participació en favor de Lluís IV de França, Hug el Gran es va fer concedir una tutela sobre Poitou. Per contrarestar aquesta interferència, Guillem va donar suport al rei en contra d'Otó I de Germània i contra Hug el Gran. Lluís fou vençut a la vegada per Otó i per Hug i es va refugiar a Poitiers; en recompensa per l'ajut del comte, el rei li va concedir l'abadia de Sant Hilari de Poitiers, de la qual el germà de Guillem, Ebles, era el tresorer; la possessió de les abadies permetia als senyors disposar dels seus recursos sovint derivats de donacions dels fidels. En endavant el monestir va quedar agregat als dominis comtals.
El 927 el bretó Alan Barba Torta va envair i conquerir Nantes i el país d'Herbauges i el de Tiffauges i Guillem va acceptar deixar aquestes terres de manera vitalícia a Alan amb la condició de recuperar-les a la mort del bretó i a canvi també d'una ajuda militar.
El 945 Lluís IV d'Ultramar, el rei, fou fet presoner i enviat a Hug el Gran. El comte Tibald o Teobald de Blois el Vell fou l'encarregat de guardar al rei en presó. La pressió del rei d'Alemanya i del rei d'Anglaterra van obligar a Hug a alliberar a Lluís. Guillem va restar sempre al costat del rei i aquest el va recompensar atribuint-li a la mort abans del 950 del comte Ramon Ponç de Tolosa, el comtat d'Alvèrnia i el títol de duc d'Aquitània que havien estat retirats al seu pare Ebles Manzer. El bisbe de Clarmont d'Alvèrnia, i els vescomtes de Brioude i de Clarmont es van aliar llavors al comte de Poitou.
A la mort de Lluís IV el 954, a canvi de proclamar rei a Lotari de França, Hug el Gran va obtenir altre cop la tutela sobre Poitou i sobre Borgonya. Guillem va refusar sotmetre's i Poitiers fou assetjada per un exèrcit d'Hug. Guillem arribà amb un exèrcit de socors i el setge va haver ser aixecat i es va lliurar una batalla en la qual el comte de Poitiers fou derrotat i es va escapar amb dificultat. La mort d'Hug el Gran el 956 permeté a Guillem restablir la seva situació, perquè el nou rei Lotari i Hug Capet, fill d'Hug el Gran, eren encara menors. No obstant poc temps després Hug Capet va obtenir del rei la tutela de Poitou però això fou merament nominal i mai es va poder exercir doncs aviat van sorgir dificultats entre Lotari i Hug Capet. El títol de duc d'Aquitània no li fou reconegut per la cancelleria reial, i va utilitzar l'estratagema de titular-se "comte del ducat d'Aquitània" però el 962 va agafar obertament el títol ducal.
Va morir el 963 i fou enterrat al monestir de Saint Cyprien de Poitiers.